# Gian Luigi Nespoli
Gian Luigi Nespoli (Varese, 1936 - Santiago de Cuba, 2007) fue un poeta, escritor y traductor italiano, militante comunista.
Nacido en Varese, en la región de Lombardía, en el norte de Italia, Nespoli ha publicado en Italia, Alemania y Cuba una veintena de libros de poesía y relatos, además de otras obras aun inéditas. Sin embargo, puede decirse que solamente en Cuba, tras su traslado a la isla caribeña hacia principios de los '90, ha tenido algunos reconocimientos por su obra poética: entre otros, en 1994 se le otorgó, en Santiago de Cuba, el importante premio de poesía dedicado al gran poeta cubano José María Heredia.
En Italia, Gian Luigi Nespoli tuvo cierta notoriedad, sobre todo en los ámbitos de la izquierda no institucional, en los años '70 y '80, cuando, como militante político y redactor de diferentes revistas políticas y literarias - entre las cuales Controinformazione -, escribía versos acerca de las luchas de los movimientos obreros y revolucionarios de aquellos años. Asimismo, componía versos para las luchas de los prisioneros políticos de la izquierda, y algunos de sus poemas se reproducían en las paredes de las celdas de ciertas cárceles italianas.
En 1991 Nespoli organizó, por cuenta de una casa editora de izquierdas de Milán, Edizioni Rapporti Sociali, una antología de poemas desde la cárcel, Bisogna armare d'acciaio i canti del nostro tempo (Hay que armar de acero los cantos de nuestro tiempo), título que reproduce un famoso verso de Hồ Chí Minh. Asimismo, en colaboración con Irina Bajini, realizó la edición italiana del libro de poemas Las islas y las luciérnagas del poeta cubano Jesús Cos Causse (1994). También ha traducido al italiano otros poetas cubanos como Efraín Nadereau Maceo y Carlos Valerino García.
Durante sus últimos años residía en Santiago de Cuba, donde colaboraba con las instituciones culturales de la ciudad, como la Casa del Caribe, la Uneac (Unión de Escritores y Artistas de Cuba) etc., participando en diferentes jurados de premios literarios. Gian Luigi Nespoli ofreció muchos recitales de sus poemas - y, en general, de poetas no institucionales - en Italia, Alemania y Cuba. Ha sido también responsable de la serie Crímenes contra la humanidad - Auschwitz, Hiroshima y Nagasaki, Vietnam, América Latina y el Caribe - de la editora italiana Zambon, y miembro de la Asociación de amistad Italia-Cuba.
Gian Luigi Nespoli murió tras una grave enfermedad en Santiago de Cuba el 22 de julio de 2007.

## Obras de Gian Luigi Nespoli
En italiano
- Porta la tua pietra (poesie), 1961
- Non possiamo più sentire le voci (poesie), 1962
- Domani e' il '68 (50 fogli di diario quasi privato di un militante), 1979
- La ballata del Disvalore (poesie), in Quaderni di Nuova Cultura n.1, NCE Nuova Cultura Editrice, Milano 1980
- Metropolis (poesie),  Milano 1983

En español
- Poemas de Santiago (Uneac, Santiago de Cuba 1994)
- En el mismo río no se puede entrar dos veces - Glosas sobre Heráclito (poemas, Santiago de Cuba 1996)
- Diez cantos para el Che - Una alegoría al Che (poemas, Casa del Caribe, Santiago de Cuba 1997)
- El mar / Il mare (poemas, edición bilingüe, Santiago de Cuba 1998)
- Nadie / Nessuno (poemas, edición bilingüe, Editorial Arte y Literatura, La Habana 1999 Zambon editora, Frankfurt 2002)